# Annaphila eremia
Annaphila eremia là một loài bướm đêm trong họ Noctuidae.